# Ollie Hancock
Pas d'image ? Cliquez ici
Oliver « Ollie » Hancock (né le 25 août 1987 à Windsor en Angleterre) est un pilote de course automobile britannique qui participe à des épreuves d'endurance aux mains de voiture de Grand tourisme dans des championnats tels que l'European Le Mans Series, l'Asian Le Mans Series, la Michelin Le Mans Cup ainsi que les 24 Heures de Daytona. Avant sa carrière en endurance, il a participé à des championnats de monoplace tels que la Formule Ford, la Formule  Renault et la Formule 2.
Il est également le frère de Sam Hancock.

## Palmarès

### Résultats aux24 Heures de Daytona
| Année | Écurie                      | Copilotes                                               | Voiture             | Classe | Tours | Pos. | Class Pos. |
| ----- | --------------------------- | ------------------------------------------------------- | ------------------- | ------ | ----- | ---- | ---------- |
| 2013  | Mühlner Motorsports America | Eduardo Costabal Mark Thomas Eliseo Salazar Kevin Roush | Porsche 911 GT3 Cup | GT     | 610   | 35e  | 22e        |

### Résultats enEuropean Le Mans Series
| Année | Écurie   | Châssis                  | Moteur                         | Classe | 1     | 2   | 3   | 4   | 5   | 6   | Position | Points |
| ----- | -------- | ------------------------ | ------------------------------ | ------ | ----- | --- | --- | --- | --- | --- | -------- | ------ |
| 2021  | TF Sport | Aston Martin Vantage AMR | Aston Martin 4,0 l V8 Bi-Turbo | LMGTE  | BAR 8 | RBR | LEC | MON | SPA | POR | *        | 0*     |

* Saison en cours.

### Résultats enAsian Le Mans Series
| Année     | Écurie   | Châssis                  | Moteur                         | Classe | 1      | 2      | 3      | 4     | Position | Points |
| --------- | -------- | ------------------------ | ------------------------------ | ------ | ------ | ------ | ------ | ----- | -------- | ------ |
| 2015-2016 | Team AAI | ADESS-03                 | Nissan VK50VE 5,0 l V8 Atmo    | LMP3   | FUJ    | SEP 5  | BUR    | SEP   | 4e       | 18     |
| 2021      | TF Sport | Aston Martin Vantage GT3 | Aston Martin 4,0 l V8 Bi-Turbo | GT     | DUB 10 | DUB 11 | ABU 16 | ABU 6 | 13e      | 10     |